# Infanta Cristina (F-34)
La Infanta Cristina (F-34) fue una corbeta, cuarta de la clase Descubierta de la Armada Española, que prestó sus servicios como patrullero de altura entre 1980 y 2024.

## Construcción
Su quilla fue puesta sobre las gradas de los astilleros de la empresa nacional Bazán de Cartagena el 11 de septiembre de 1974, desde donde fue botada al agua el 8 de julio de 1976. Una vez concluidas las obras, se entregó a la Armada el 24 de noviembre de 1980, tras lo cual pasó a formar parte de la 21ª Escuadrilla de Escoltas con base en la propia Cartagena.
La Infanta Cristina es un buque de diseño español, que se realizó aprovechando el poso tecnológico que dejó en Bazán (actualmente Navantia) la construcción de las corbetas de diseño alemán de la clase João Coutinho para la armada portuguesa.
La Infanta Cristina contaba con una importante capacidad de lucha antisuperficie, similar o superior a la de casi todas las fragatas en servicio en el mundo en su época hasta su transformación en patrullero en el año 2000. Desde entonces, tiene en su inventario 3 RHIB: 1 Valiant 750 y 2 Zodiac Mk5.

## Historial

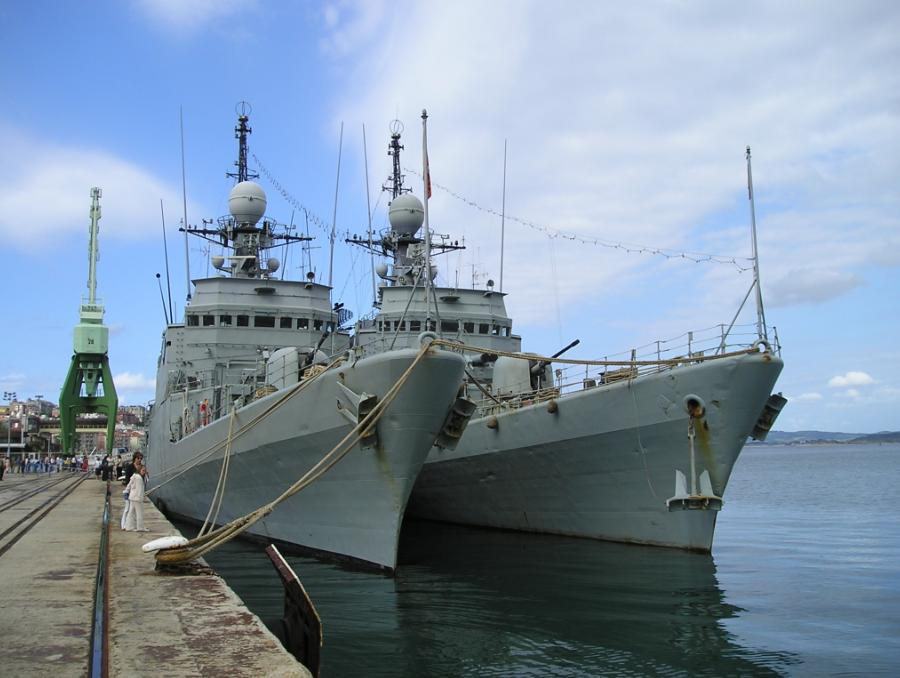
La corbeta Infanta Elena (F-33) amarrada en el puerto de Santander junto a su gemela Infanta Cristina (F-34). Estas dos corbetas fueron convertidas a Patrulleros de Altura, ahora con los números (P-76) y (F-77) correspondientes, año 2004.

El 31 de octubre de 1990, fue enviada al Golfo Pérsico junto con la Fragata Numancia y la corbeta Diana tras la invasión de Kuwait por parte de Irak, en misión de vigilancia y bloqueo cumpliendo mandato de la ONU, en la que llegó a hacer disparos de advertencia contra el carguero iraquí Khawla Bint Al Zawra en aguas del mar Rojo. Marta Sánchez dio un concierto a bordo en el puerto egipcio de Safaga dos días después de hacer lo mismo en la Numancia en Abu Dabi.
Participó en las maniobras conjuntas CALOPCO en mayo de 1994 en aguas de Rota. El 13 de enero de 2004 cambió su numeral F-34 por el P-77, y quedó reclasificado como patrullero de altura.
A finales de 2008 fue enviada a aguas del Líbano durante tres meses dentro de la operación UNIFIL (Fuerza Interina de Naciones Unidas en Líbano), formada por unidades de España, Francia, Italia y Portugal, en el marco de las resoluciones de las Naciones Unidas 1707 y 1832, misión en la que fue relevada por la Vencedora (F-36), retornando a su base el 11 de febrero de 2009
El 20 de julio de 2010, zarpó desde Cartagena con rumbo a aguas de Somalia, para participar durante 4 o 5 meses en la operación Atalanta de la Unión Europea para la lucha contra la piratería en el océano Índico, En el transcurso de la cual, entre los días 10 y 14 de septiembre de 2010, dio escolta al buque Alpha Kirawira fletado por la Misión de la Unión Africana en Somalia desde el Mogadiscio hasta Mombasa.
El 6 de noviembre de 2010, fue atacada por piratas desde el buque MV Izumi cuando escoltaba al buque MV Petra 1, al interponerse entre el Izumi y el Petra 1, sin que finalmente, hubiera daños personales ni materiales. Finalmente, regresó del Índico el 18 de diciembre de 2010
El 17 de agosto de 2011, volvió a zarpar desde Cartagena con rumbo a aguas de Somalia, para incorporarse por segunda vez a la operación Atalanta de la Unión Europea para la lucha contra la piratería en el océano Índico, donde en noviembre de 2011, liberó al pesquero Al Talal, con bandera de Islas Comores y tripulación de Pakistán, que había sido secuestrado 12 días antes, retornando a Cartagena el 5 de diciembre de 2011.
A principios de diciembre de 2012, expulsó de aguas del mar de Alborán a un buque cazatesoros de bandera panameña, propiedad de una empresa estadounidense.
El 20 de febrero de 2014 zarpó desde la base naval de Cartagena para incorporarse por tercera vez a la operación Atalanta de lucha contra la piratería en aguas de Somalía y del golfo de Adén-
El 18 de febrero de 2015 zarpó desde su base de Cartagena para participar en la agrupación permanente de la Unión Europea en aguas del golfo de Adén. En el transcurso de dicho despliegue realizó unas 2000 inspecciones visuales a corta distancia y 72 visitas amistosas además de participar en tareas de presión para tratar de conseguir la liberación de dos buques pesqueros retenidos frente a un campamento pirata, para finalmente regresar a su base en Cartagena el 17 de julio de 2015.
El 21 de marzo de 2024 el buque fue dado de baja en el servicio en la Armada en una ceremonia oficial en el arsenal de Cartagena.

### Buques de la clase
- Armada Española
  -  Descubierta (F-31)
  -  Diana (F-32)
  -  Infanta Elena (F-33)
  -  Cazadora (F-35)
  -  Vencedora (F-36)
- Marina Real Marroquí
  -  Teniente Coronel Errahmani (F-501)
- Marina egipcia
  -  El Suez (F-941)
  -  El Aboukir (F-946)

### Buques similares
- clase João Coutinho